# 圣塞巴斯蒂亚诺达波
圣塞巴斯蒂亚诺达波（義大利語：San Sebastiano da Po），是意大利都灵省的一个市镇。总面积16平方公里，人口1923人，人口密度120.2人/平方公里（2009年）。ISTAT代码为001253。